# Bílí tygři Liberec
Bílí Tygři Liberec – czeski klub hokejowy z siedzibą w Libercu, występujący w Tipsport Extraliga (od sezonu 2002/03).

## Informacje ogólne

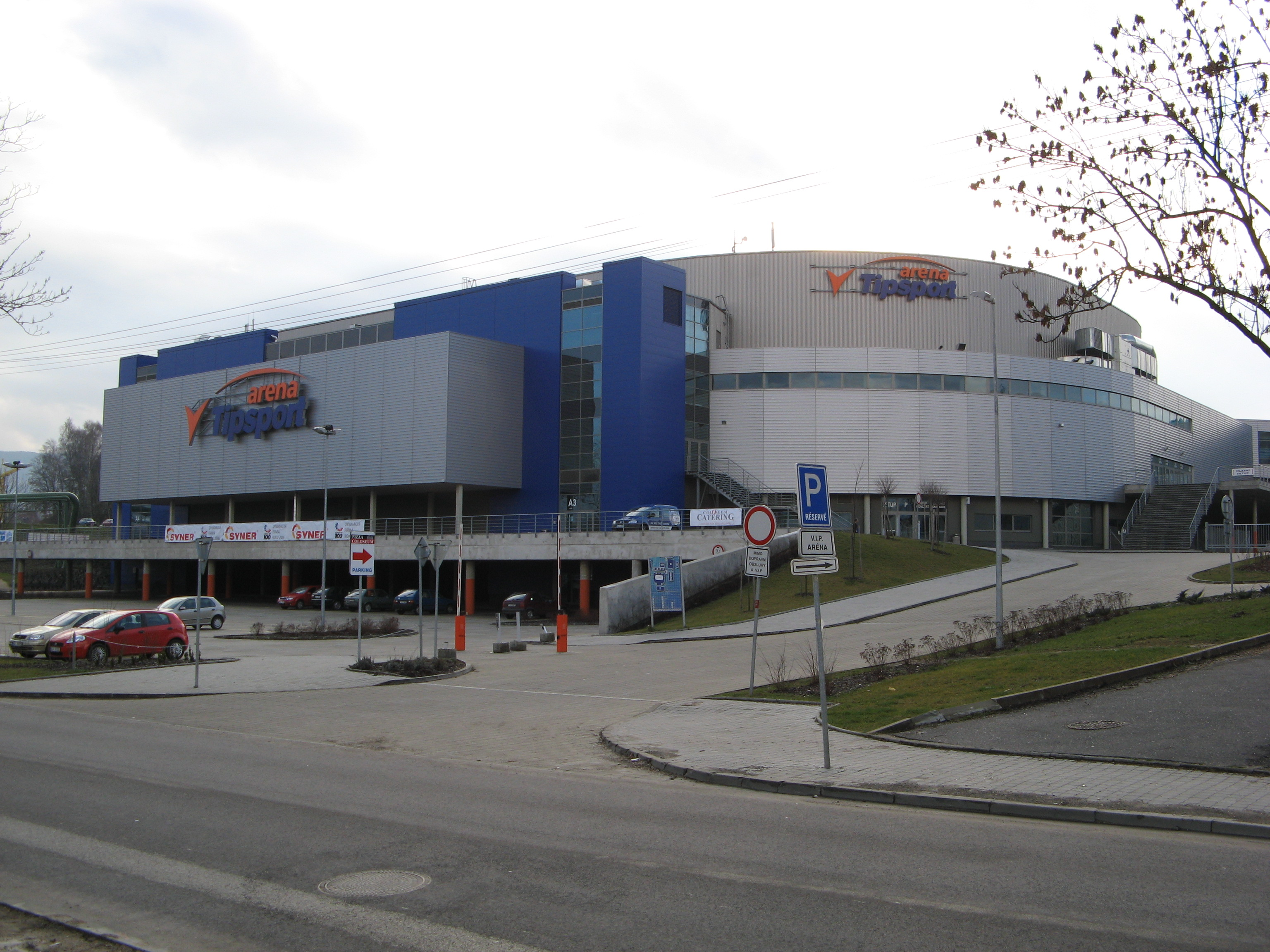
Home Credit Arena (poprzednio Tipsport Arena)

- Nazwa: HC Bílí Tygři Liberec
- Rok założenia: 1956
- Barwy: niebiesko-białe
- Lodowisko: Home Credit Arena
- Pojemność: 7500

## Sukcesy

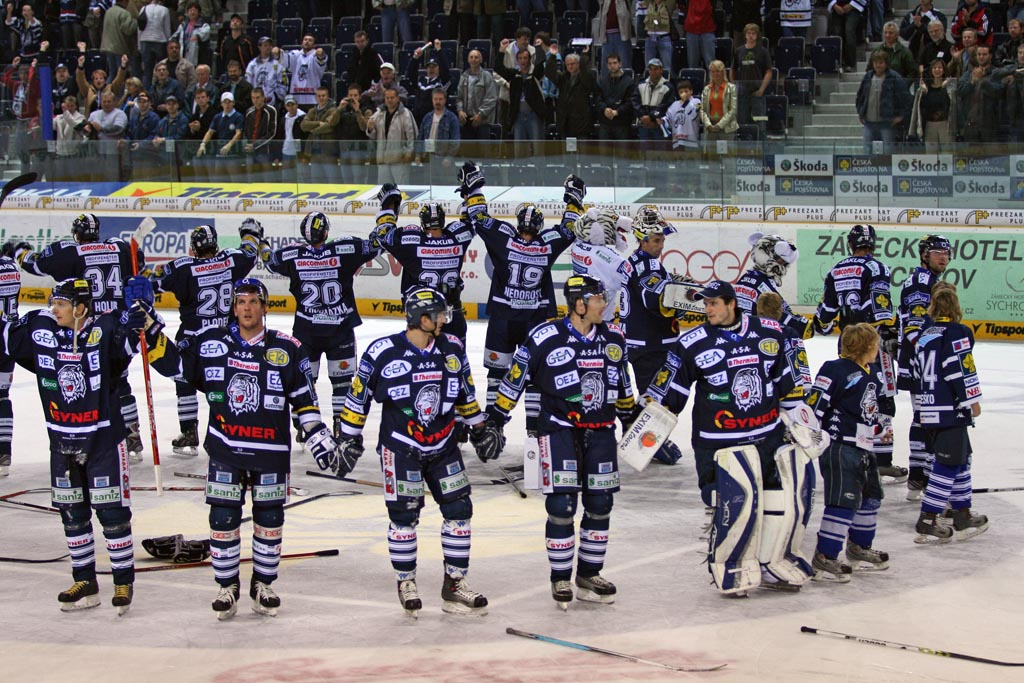
Zawodnicy klubu (2007)

- Złoty medal mistrzostw Czech: 2016
- Srebrny medal mistrzostw Czech: 2017, 2019, 2021
- Brązowy medal mistrzostw Czech: 2005, 2007
- Mistrzostwo 1. ligi: 2002

## Dotychczasowe nazwy[2]
- Lokomotiva Liberec (1956-1961)
- HC Stadion Liberec (1961-2000)
- HC Bílí Tygři Liberec (od 2000)